# Bolivie aux Jeux olympiques d'été de 1992
L'équipe olympique de Bolivie participe aux Jeux olympiques d'été de 1992 à Barcelone. Elle n'y remporte aucune médaille.